# 211 Crew
211 Crew (auch Aryan Alliance, Brotherhood of Aryan Alliance) ist eine rassistische US-amerikanische Gefängnisgang, die aus White-Supremacy-Anhängern besteht. Sie wurde 1995 im County Jail von Denver, Colorado gegründet. Ihr werden einige Morde zur Last gelegt, darunter die Ermordung von Tom Clements, dem Chef des Colorado Department of Corrections, Mike McLelland (Staatsanwalt von Texas) und Pflichtverteidiger Mark Hasse.

## Geschichte
Die Gang wurde 1995 ins Leben gerufen, nachdem Gründer Benjamin Davis bei einem rassistisch motivierten Angriff von einem schwarzen Mithäftling zusammengeschlagen und fast getötet wurde. Davis wurde mit einer Socke voller Seifenstücke angegriffen und sein Kiefer wurde gebrochen. Davis beschloss eine Gang zu gründen, um weiße Insassen vor den in seinem Gefängnis dominierenden Einfluss von schwarzen und lateinamerikanischen Gangs zu beschützen. Obwohl die Gruppe zunächst nur vortäuschte eine richtige Gang zu sein, indem sie mit verschiedenen gangtypischen Abzeichen hantierte und sich als mächtige Gruppe ausgab, wuchs die Anzahl an Mitgliedern rasant an. Tatsächlich wurde aus der erfundenen Gang durch die große Nachfrage eine richtige Gefängnisgang. Durch verschiedene Mitglieder, die aus dem Gefängnis entlassen wurden, begannen sich auch die ersten Straßengangs zu formieren.

## Rassismus und Ideologie
Die 211 Crew begann sich mit Hakenkreuzen und anderen nationalsozialistischen Symbolen zu schmücken. Mitglieder dürfen nur Sex mit anderen Weißen haben. Verbindungen bestehen zur Aryan Brotherhood, allerdings unterhalten sie auch freundschaftliche Beziehungen zu den Juggalos, einer radikalen Gangabspaltung des Fanclubs der Insane Clown Posse. Diese Gang ist multiethnisch. Zudem sollen einige Mitglieder freundschaftliche Beziehungen mit schwarzen Insassen haben. Israel Davis, der Vater des Gründers, bestreitet, dass sein Sohn ein Rassist ist und erklärte Davis habe zwei schwarze Geschwister. Nichtsdestotrotz war die 211 Gang an verschiedenen rassistisch motivierten Verbrechen, insbesondere Morden an afroamerikanischen Häftlingen beteiligt.

## Verbrechen
- 1997 wurde ein afrikanischer Einwanderer an einer Bushaltestelle in Denver von Mitgliedern der 211 Crew getötet.[1]

- 2012 töteten Mitglieder der Aryan Brotherhood und der 211 Crew gemeinsam den texanischen Staatsanwalt Mike McLelland und Pflichtverteidiger Mark Hasse.[3]

- 2013 tötete ein Mitglied Tom Clements, den Chef des Colorado Department of Corrections, und floh anschließend nach Texas, wo er bei einem Schusswechsel mit der Polizei getötet wurde.[1]